# 斜里錦菊三
斜里錦 菊三（しゃりにしき きくぞう、1917年7月12日 - 1950年1月22日）は、北海道斜里郡斜里町出身で二所ノ関部屋に所属した大相撲力士。本名は京堂 菊三（きょうどう きくぞう）。最高位は西前頭18枚目（1943年1月場所）。現役時代の体格は173cm、102kg。得意手は右四つ、押し。

## 来歴
18歳の時に上京し、二所ノ関部屋へ入門。1936年1月場所で初土俵を踏んだ。
入門時から最初の師匠である横綱・玉錦に期待され（四股名は、出身地の斜里郡斜里町と師匠の四股名に由来）、1936年5月場所で序ノ口に付いてから勝ち越しを続け、1939年1月場所で新十両に昇進した。ところがその場所直前に応召され、約3年の期間を経て1942年1月場所より角界に復帰した。
復帰後も勝ち越しを続け、1943年1月場所で新入幕を果たすが、4勝11敗と大きく負け越して1場所で十両に逆戻り。以降は再入幕を目指し十両で奮闘するも、終戦直前に再び応召されたり、病気に罹ったりした事もあって幕内復帰は叶わなかった。
体力の衰えと病に伴って番付も徐々に下がり、最後は三段目18枚目まで陥落して1949年5月場所限りで廃業。翌1950年1月22日、病気のため32歳で死去した。

## 主な成績・記録
- 通算成績：92勝90敗35休 勝率.504
- 幕内成績：4勝11敗 勝率.267
- 現役在位：27場所
- 幕内在位：1場所
- 各段優勝
  - 序二段優勝：1回（1937年1月場所）

### 場所別成績
| 1936年 （昭和11年） | （前相撲）                 | 西序ノ口9枚目 5–1          | x                |
| 1937年 （昭和12年） | 東序二段10枚目 優勝 6–0    | 東三段目6枚目 6–1          | x                |
| 1938年 （昭和13年） | 東幕下21枚目 9–4           | 東幕下3枚目 4–3            | x                |
| 1939年 （昭和14年） | 東十両15枚目 – 応召        | 十両 – 応召                | x                |
| 1940年 （昭和15年） | 十両 – 応召                | 十両 – 応召                | x                |
| 1941年 （昭和16年） | 十両 – 応召                | 十両 – 応召                | x                |
| 1942年 （昭和17年） | 十両 10–5                  | 東十両6枚目 9–6            | x                |
| 1943年 （昭和18年） | 西前頭18枚目 4–11          | 東十両6枚目 4–3–8          | x                |
| 1944年 （昭和19年） | 東十両6枚目 7–8            | 西十両7枚目 5–5            | 東十両6枚目 4–6  |
| 1945年 （昭和20年） | x                          | 西十両8枚目 – 応召         | 十両 5–5         |
| 1946年 （昭和21年） | x                          | x                          | 東十両7枚目 6–7  |
| 1947年 （昭和22年） | x                          | 西十両9枚目 4–6            | 西十両10枚目 3–8 |
| 1948年 （昭和23年） | x                          | 東幕下筆頭 1–5             | 西幕下16枚目 0–6 |
| 1949年 （昭和24年） | 西三段目14枚目 休場 0–0–12 | 東三段目18枚目 引退 0–0–15 | x                |
| 各欄の数字は、「勝ち-負け-休場」を示す。 優勝 引退 休場 十両 幕下 三賞：敢=敢闘賞、殊=殊勲賞、技=技能賞 その他：★=金星 番付階級：幕内 - 十両 - 幕下 - 三段目 - 序二段 - 序ノ口 幕内序列：横綱 - 大関 - 関脇 - 小結 - 前頭（「#数字」は各位内の序列） |                            |                            |                  |

### 幕内対戦成績
| 綾昇   | 0 | 1 | 一渡   | 1 | 0 | 神東山 | 0 | 1 | 駿河海   | 0 | 1 |  |  |  |
| 武ノ里 | 0 | 1 | 肥州山 | 0 | 1 | 松ノ里 | 0 | 1 | 陸奥ノ里 | 0 | 1 |  |  |  |